# فان هوي
فان هوي (بالفرنسية: Fan Hui)‏ هو لاعب غو محترف ‏ فرنسي وصيني، ولد في 27 ديسمبر 1981 في شيان في الصين.

## روابط خارجية
- فان هوي على موقع IMDb (الإنجليزية)